# ورق آلومینیومی

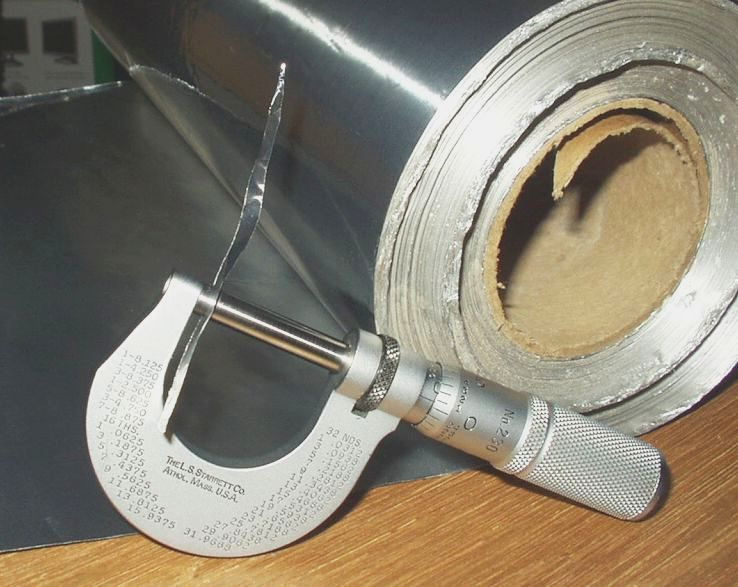
یک رول از ورق آلومینیومی با ضخامت ۰٫۰۱۳ میلی‌متر

ورق آلومینیومی (به انگلیسی: Aluminium foil) یا پوش‌برگ، به آلومینیومی گفته می‌شود که به صورت برگه‌های نازک درآمده باشد. ضخامت فویل آلومینیوم معمولاً کمتر از ۰٫۲ تا ۰٫۰۰۶ میلی‌متر است. فویل آلومینیومی در صورتی که پس از تولید مورد عملیات حرارتی قرار گرفته باشد، قابل انعطاف است و می‌تواند به‌آسانی خم یا در اطراف اجسام پیچیده شود. فویل‌های آلومینیومی نازک، و گاهی مانند پلاستیک یا کاغذ از آنها به عنوان روکش استفاده می‌شود. فویل آلومینیومی در اواسط قرن بیستم جایگزین قلع شد.
در سال ۲۰۰۳ تولید سالانهٔ فویل آلومینیومی در اروپا حدود ۸۰۰٬۰۰۰ تن (۸۸۰٬۰۰۰ تن) و در ایالات متحده آمریکا ۶۰۰٬۰۰۰ تن (۶۶۰٬۰۰۰) بوده‌است. تقریباً ۷۵٪ از تولید فویل آلومینیومی برای بسته‌بندی مواد غذایی، لوازم آرایشی، محصولات و مواد شیمیایی، و ۲۵٪ برای مصارف صنعتی (مانند عایق‌کاری حرارتی، کابل و محصولات الکترونیکی) استفاده می‌شود. در انگلستان و ایالات متحده، به دلایل تاریخی، معمولاً آن را قلع می‌نامند.

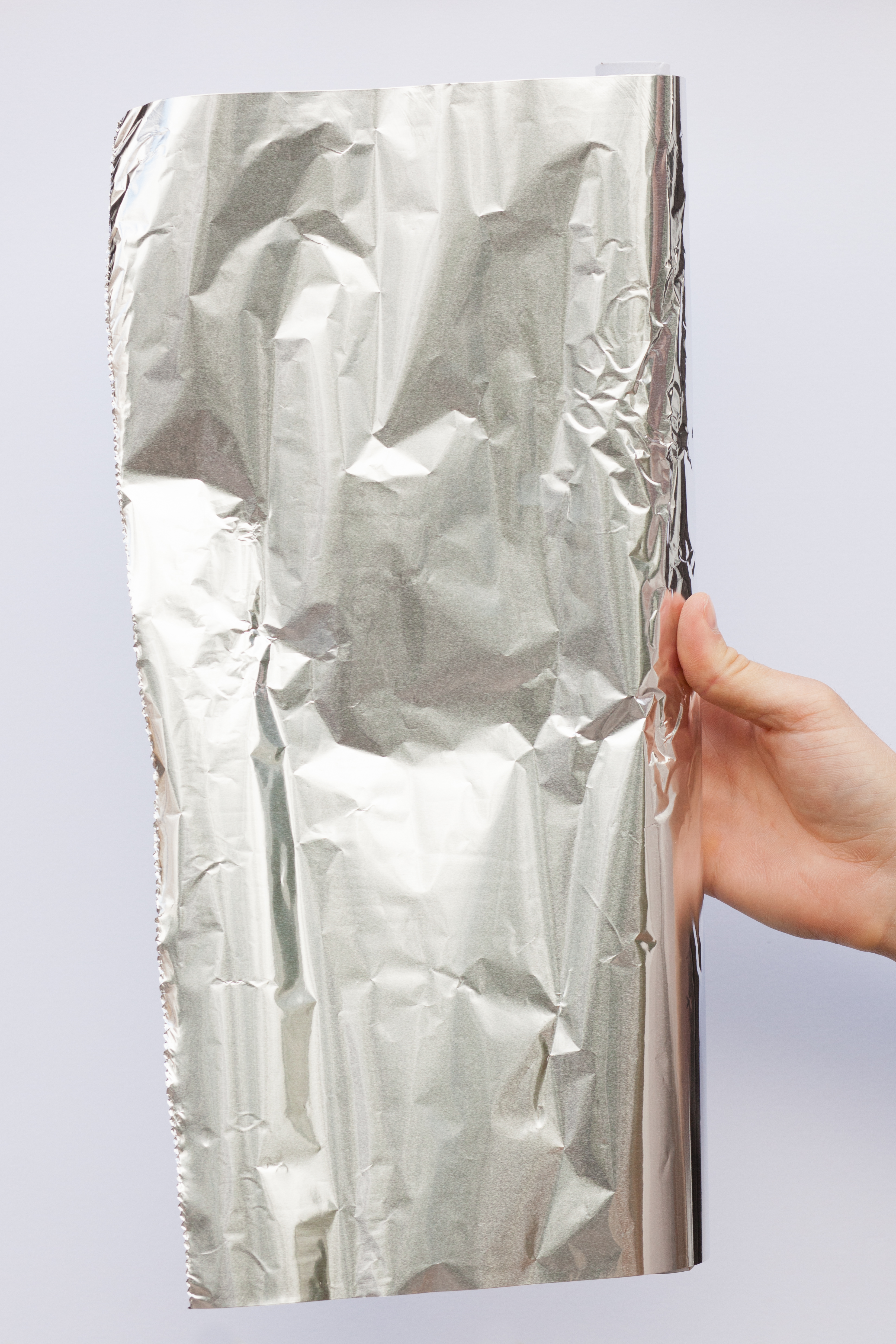
یک برش از فویل آلومینیوم

در آمریکای شمالی، فویل آلومینیوم به همان نام شناخته می‌شود. این نام گذاری به وسیله شرکت Reynolds metals یکی از اصلی‌ترین تولیدکنندگان آلومینیوم در آمریکای شمالی است معروف شد. بریتانیا و در ایالات متحده آمریکا فویل آلومینیوم به‌طور غیررسمی فویل قلع نامیده می‌شود. این نامگذاری دلیل تاریخی دارد همان‌طور که هم‌اکنون هنوز هم قوطی‌های آلومینیومی به اسم «قوطی‌های قلع» نامگذاری می‌شود. Metallised Films گاهی به اشتباه فویل آلومینیومی گفته می‌شوند اما اینها نوارهای پلیمری با پوششی نازک از آلومینیوم هستند. در استرالیا فویل‌های آلومینیومی اصطلاحاً Alfoil نامیده می‌شوند.

## تاریخچه

### قبل از فویل آلومینیوم
قبل از تولید آلومینیوم، فویل‌های قلع به صورت تجاری در دسترس بوده‌اند. فویل قلع از اواخر قرن نوزدهم تا اوایل قرن بیستم به صورت تجاری به فروش می‌رفته‌است. واژه «فویل قلع» در زبان انگلیسی اشتباهاً به فویل‌های آلومینیومی گفته می‌شود.

### فویل‌های اولیه آلومینیومی
در سال ۱۹۱۰ برای اولین بار هنگامی که دکتر لابر و همکاران اولین فویل آلومینیوم را نورد کردند، جایگزین قلع شد. کارخانه نورد فویل آلومینیوم در مالکیت J.G. Neher & Sons که از تولیدکنندگان آلومینیوم بوده‌است قرار داشت. تولید آلومینیوم توسط این کارخانه در سال ۱۸۸۶ و در شهر Schaffhausen در کشور سوییس در کنار آبشار راین انجام شد که از انرژی جریان آب این آبشار برای تولید آلومینیوم استفاده شد. پسران Neher با همراهی Dr. Lauber یک روش نورد پیوسته را پیدا کردند که از فویل آلومینیوم به عنوان سد محافظ استفاده می‌شد.

## تولید فویل آلومینیوم
فویل آلومینیوم با روش نورد ورقهای حاصل از شمش‌های ریخته‌گری آلومینیوم تولید می‌شود. سپس در طی مراحل زیادی از نورد به قطر مورد نیاز از فویل خواهد رسید. برای رسیدن به یکنواختی در ضخامت فویل در عرض، نواری از پرتوی بتا به فویل تابیده می‌شود و در سوی دیگر سنسوری قرار دارد اگر شرکت عبور پرتو از فویل زیاد شود غلتک‌های نورد فاصله خود را بیشتر می‌کنند تا ضخامت فویل افزایش یابد و همین‌طور بالعکس اگر شدت عبور پرتوی بتا از فول کمتر از حد استاندارد شود، غلتک‌های نورد به یکدیگر نزدیک شده و ضخامت فویل را کمتر می‌کنند.
روش ریخته‌گری پیوسته، روش بهینه تری نسبت به نورد برای تولید فویل‌های آلومینیومی است. دلیل این بهینه بودن این است که این روش وابستگی کمتری به انرژی دارد که از این رو امروزه بیشتر مورد توجه قرار گرفته‌است. برای ضخامت‌های بالاتر از ۰٫۰۲۵ میلی‌متر، دولایه فویل جداگانه بر روی هم قرار می‌گیرند و مرحله آخر نورد بر روی آنها انجام می‌شود. فویل حاصل از این فرایند فویلی است که یک طرف آن براق و یک طرف دیگر مات است. به همین دلیل در حین روی هم قرار دادن دو ورق بر روی یکدیگر، قسمت‌های مات را روی هم می‌گذارند و قسمت‌های براق بیرون می‌مانند. این عمل به این دلیل انجام می‌شود تا در حین اینکه جلوی پارگی ورق را بگیرد، موجب افزایش نرخ تولید، کنترل ضخامت و نیاز به قطرهای کمتر غلتک‌های نورد را برطرف سازد.
در حین انجام نورد، استفاده از برخی روانکارها مورد نیاز است. در غیر اینصورت سطح فویل به‌صورت الگوی مربعی می‌شود. این روانکارها قبل از مرحله آخر نورد که مرحله رسیدن به دقت نهایی است بر روی سطح فویل اسپری می‌شوند. اگرچه برای نورد فویل‌های در تماس با مواد غذایی حتماً باید از روغن‌های مورد تأیید در رده صنعت غذایی استفاده شود، روانکارهای پایه کِروسن (Kerosene Based Lubricants) برای کاربردهای معمولی استفاده می‌شوند.
آلومینیوم در خلال نورد در دمای پایین دچار کار سختی می‌شود. به دلیل سختی حاصل از نورد سرد، برای بیشتر کاربردها نیاز است فویل‌ها آنیل شوند. کلاف‌های فویل تا زمانی که به دمای نرم شدن برسند حرارت می‌دهند. این دما و زمان در حدود ۳۴۰ درجه سلسیوس و ۱۲ ساعت است. در مدت حرارت دهی، روغن‌های روانکار می‌سوزند و یک سطح خشک ایجاد می‌کند. در برخی مواقع این روغن روانکار در وروق‌های سخت شده کامل سوخته نمی‌شوند که خود می‌تواند موجب ایجاد یک زمینه برای پوشش بعدی ایجاد کند.
کلاف‌های بزرگ فویل آلومینیوم به وسیله دستگاه فویل باز کن به کلاف‌های کوچکتر تبدیل می‌شود. این فرایند کلاف از کردن و برش دادن از عملیات مهم نهایی کردن تولید است.

## خواص مکانیکی

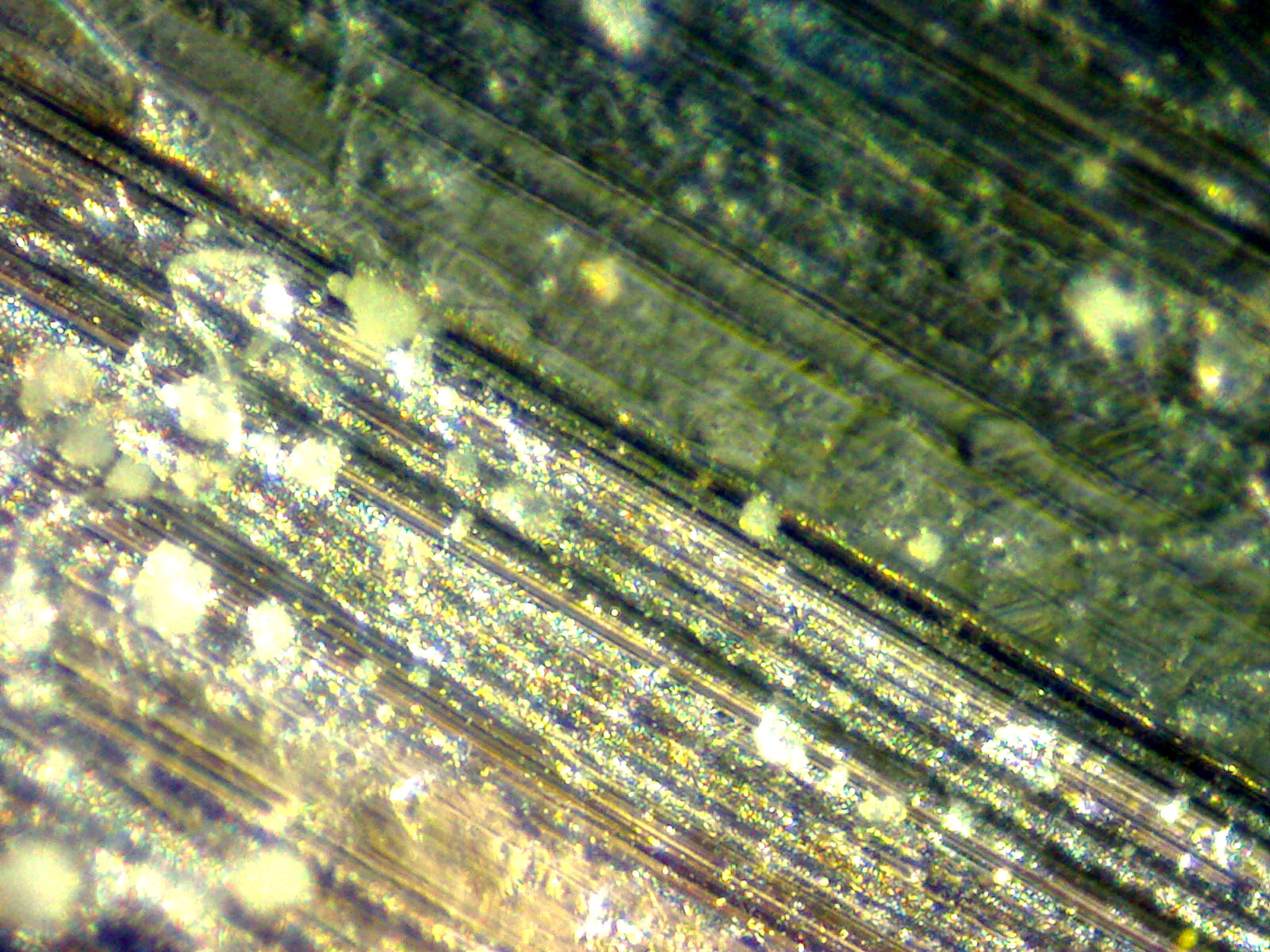
نمای میکروسکوپی نزدیک از پشت یک عایق آلومینیوم-پلاستیک

فویل‌های آلومینیوم با ضخامت‌های بیشتر از ۲۵ میکرون، نسبت به آب و اکسیژن آب‌بند هستند در حالی که فویل‌های کمتر از این ضخامت به دلیل مسائل ساختی نفوذ پذیر اند.
فویل آلومینیومی یک سطح براق و یک سطح مات دارد. سطح صاف و براق زمانی بدست می‌آید که آلومینیوم در مرحله آخرنورد سمت غلتک‌های نورد باشد. به دلیل اینکه در ضخامت‌های کم امکان تنظیم غلتک‌های نورد سخت می‌باشد، معمولاً دو لایه فویل را روی هم می‌اندازند و نورد می‌کنند. به همین دلیل سطح در تماس دو فویل آلومینیوم به یکدیگر مات و سطح بیرونی در تماس با غلتک براق است. این تفاوت در کیفیت سطح، به این منظور است که هر سمت از فویل در پخت‌وپز کارایی خاصی دارد. افزایش بازتابش نور از سطحی (در اینجا براق بودن سطح فویل) موجب کاهش دفع و تابش حرارت می‌شود. فویل‌ها ممکن است پوشش‌های نچسب تنها در یک سمت باشند. بازتابش سمت براق آلومینیوم ۸۸درصد و بازتابش سطح مات در حدود ۸۰درصد است.

## کاربرد فویل آلومینیومی

### بسته‌بندی

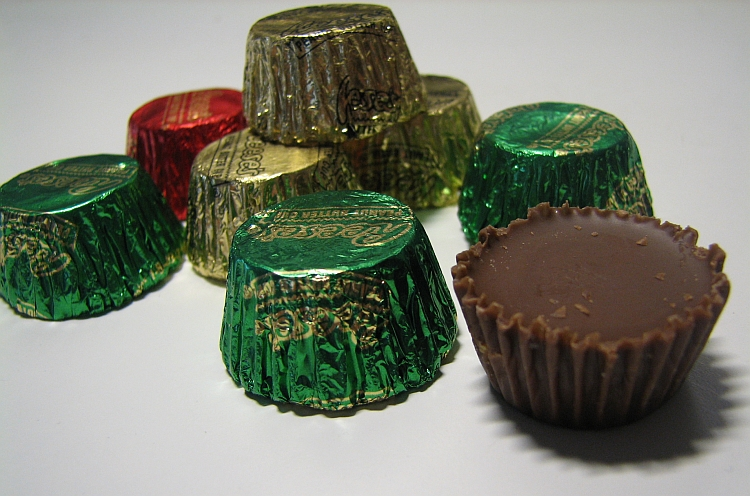
شکلات در بسته‌بندی با فویل آلومینیوم در رنگ‌های متنوع

به دلیل شکل‌پذیری بالا، فویل آلومینیومی به وفور در صنایع بسته‌بندی استفاده می‌شود. فویل آلومینیومی قابلیت تبدیل به ورق‌های نازک را دارد، می‌تواند خم، لوله یا بسته‌بندی شود. فویل آلومینیومی به عنوان مانع عبور نور و اکسیژن، آلودگی‌ها و ذرات نامطلوب کاربرد دارد (که عبور نور و هوا موجب اکسید شدن و از دست دادن طعم چربی می‌شود). این فویل‌ها در بسته‌بندی‌های عمر بالا مثل «بسته‌بندی‌های اسپتیک» در صنایع نوشیدنی و لبنیات که نیاز به نگهداری در مدت طولانی خارج از یخچال است کاربرد دارد.
فویل آلومینیومی در رول‌هایی به عرض ۵۰۰ میلیمتر (۲۰ اینچ) و طول چندین متر به وفور در بازار مصرف فروخته می‌شود. این فویل‌های برای بسته‌بندی غذا برای نگهداری آن استفاده می‌شود. به عنوان مثال برای نگهداری غذا در یخچال، بسته‌بندی ساندیچ، طبخ یا حتی فروش غذاهای بیرون بر یا فست فود کاربرد دارد. به عنوان مثال، رستوران‌های Tex-Mex در ایالات متحده، ساندویچ‌های بوریتوی خود را در فول‌های آلومینیومی بسته‌بندی می‌کند.

### عایق
فویل آلومینیومی به وفور برای سپر تابشی استفاده می‌شود. این سپر هم قابلیت ایجاد مانع را دارد و هم توانایی بازتابش پرتو. کاربرد دیگر عایقی فویل‌های آلومینیومی در مبدل‌های حرارتی و کابل‌های لاینرهای کابلی دارد.